# Shogi máy tính
Shogi máy tính là một lĩnh vực của trí tuệ nhân tạo liên quan đến việc tạo ra các chương trình máy tính có thể chơi shogi. Việc nghiên cứu và phát triển phần mềm shogi đã được thực hiện chủ yếu bởi các lập trình viên tự do, các nhóm nghiên cứu đại học và các công ty tư nhân. Vào năm 2017, các chương trình mạnh nhất đã vượt trội so với những kỳ thủ mạnh nhất.

## Độ phức tạp của trò chơi
Shogi có tính năng đặc biệt của việc tái sử dụng các quân bị bắt. Do đó, shogi có yếu tố phân nhánh cao hơn các biến thể cờ khác. Máy tính có nhiều vị trí để kiểm tra hơn vì mỗi mảnh trong tay có thể được thả trên nhiều ô vuông. Điều này mang lại cho shogi số lượng vị trí pháp lý cao nhất và số lượng trò chơi có thể cao nhất trong tất cả các biến thể cờ phổ biến. Con số cao hơn cho shogi có nghĩa là khó đạt đến cấp độ chơi cao nhất. Số lượng vị trí có thể và số lượng các trò chơi có thể là hai cách đo độ phức tạp trò chơi của shogi. 
| Trò chơi | Kích thước bảng | Số lượng các quân | Số lượng quân khác nhau | Vị trí có thể | Trò chơi có thể | Thời lượng ván đấu trung bình |
| -------- | --------------- | ----------------- | ----------------------- | ------------- | --------------- | ----------------------------- |
| Cờ vua   | 64              | 32                | 6                       | 10 47         | 10123           | 80                            |
| Cờ tướng | 90              | 32                | 7                       | 10 48         | 10150           | 95                            |
| Shogi    | 81              | 40                | 8                       | 10 71         | 10226           | 140                           |
| Cờ vây   | 361             | Lên đến 361       | 1                       | 10 171        | 10360           | 150                           |